# 佐伯洋史
佐伯 洋史（さえき ひろし、6月3日 - ）は、日本の男性声優。以前はオフィスCHKに所属していた。宮崎県出身。

## 出演
太字はメインキャラクター。

### テレビアニメ
- 仙界伝 封神演義（王魔）
- デジモンフロンティア（キャンドモン）
- MOUSE（通信音声）

### 劇場版アニメ
- Piaキャロットへようこそ!! -さやかの恋物語-（松浦）

### ゲーム
- ぷらすぷらむ（ディラム）
- マジデスファイト!（ジャスパー）
- メンアットワーク!3 ～愛と青春のハンター学園～（アーウィン・オークウッド）

### 吹き替え
- 消滅水域
- ホスピタル・アンダー・シージ
- ロマンスX